# Castlevania (відеогра, 1986)
Castlevania (яп. キャッスルヴァニア) — відеогра, екшн-платформер, розроблена Konami для Family Computer Disk System і випущена в Японії у вересні 1986 року. В жовтні того ж року в Японії й Європі вийшла адаптація цієї гри для сімейства домашніх комп'ютерів MSX2, яка мала назву Vampire Killer. Роком пізніше, в травні 1987, гра була портована на NES для Північній Америки, а в 1988 року до Європи. Це перша гра з серії Castlevania, але за хронологією ігрових подій вона є сьомою.
Події гри відбуваються в 1691 році і оповідають про Саймона Бельмонта, мисливця на вампірів, який має перемогти вампіра графа Дракулу, проникнувши в його замок.

## Ігровий процес

Бельмонт бореться з кажаном

Castlevania є типовим представником жанру платформерів епохи 8-бітних ігор. Гра складається з шести рівнів, які проходяться єдиним можливим способом, без сюжетних відгалужень і альтернативних рівнів, на відміну від наступних ігор серії. Ігровим персонажем виступає Саймон Бельмонт. Він має в запасі кілька життів та здоров'я. Кожна ворожа атака забирає частку здоров'я. Він може ходити, стрибати й підійматися чи опускатися сходами, вдаряти ворогів і навколишні предмети батогом та вражати додатковою зброєю. Успіхи гравця виражаються в очках.
Збираючи бонуси, можна збільшити довжину батога (і при цьому вражати ударами більше супротивників за раз) і отримати деякі додаткові види зброї. Додаткова зброя включає: метальний кинджал (летить прямо, за силою рівний звичайному батогу), метальна сокира (потужна зброя, що летить по дузі), свята вода (вражає всіх ворогів у невеликому радіусі), бумеранг (летить по прямій, може вражати кілька ворогів за раз і потім повертається до власника), годинник (зупиняє всі об'єкти на екрані на 5 секунд, крім босів). Кожне використання зброї вимагає «мужності», символізованої серцями, що випадають з убитих ворогів чи збитих свічок.
Якщо Саймон гине, але в запасі є додаткові життя, він повертається на початок рівня, проте втрачає вдосконалення батога й додаткову зброю. Здоров'я можна відновити, збираючи їжу. Додаткові життя можна отримати, зібравши досить очок. Подекуди трапляються торбинки з грошима, корони чи скрині скарбів, що збільшують рахунок очок. Також на рівнях зустрічаються бонуси, що дають миттєвий ефект: хрест (знищує всіх ворогів на екрані, крім босів, але гравець не отримує за них очок), зілля невидимості (впродовж 5 секунд вороги не можуть завдати шкоди), подвійний і потрійний кидок (дозволяє метнути зброю повторно, поки летить перша). Деякі корисні предмети сховані за перешкодами, котрі спершу слід розбити.
Кожен з шести епізодів закінчується сутичкою з босом, після якої Бельмонт отримує кристальну сферу. Вона не дає жодної користі, а лише символізує перемогу.
Після перемоги над фінальним босом, графом Дракулою, відкривається режим підвищеної складності Hard Mode. Бельмонт у ньому має менше здоров'я, на кожному екрані літає додатковий ворог — кажан або голова медузи. Зате вже на старті гравець отримує всю здобуту в попередньому проходженні зброю і додаються секретні місця, де можна знайти корисні предмети.

## Сюжет
Стараннями Крістофера Бельмонта, що знищив Дракулу в 1591 році, в Трансільванії запановує столітній мир. Але коли минає століття, Дракула знову воскресає, і Саймон Бельмонт, нащадок Крістофера Бельмонта, планує вбити вампіра за допомогою родового батога, відомого як «Вбивця Вампірів» (англ. Vampire Killer). З цією метою Саймон входить в величезний замок Дракули, і просувається до притулку власника замку, зазнаючи нападу небезпечних створінь і уникаючи смертельних пасток.
- Епізод 1. Рівні 1-3. Саймон Бельмонт проходить подвір'я та заходить до замку, де стикається з привидами, кажанами та пантерами. Потім він спускається в затоплений підвал з риболюдьми та піднімається в залу, де знищує боса — велетенського Примарного Кажана.
- Епізод 2. Рівні 4-6. Бельмонт прямує в підземелля, котре охороняють лицарі й кажани. Далі йому зустрічаються літаючі голови Медузи, привиди й примарні змії. Наприкінці герой вбиває Королеву-Медузу.
- Епізод 3. Рівні 7-9. Герой виходить в сад, наповнений скелетами, привидами, головами Медузи, карликами й воронами. В крипті на кінці саду він знищує Мумію.
- Епізод 4. Рівні 10-12. Бельмонт спускається в печери, населені риболюдьми, кажанами, після чого виходить в руїни з орлами та кістяними драконами. Зайшовши в тунелі каналізації, Бельмонт зустрічається з кістяними драконами та слугами доктора Франкенштайна, що оживлює мерців. Бельмонт вбиває Чудовисько Франкенштайна та його слугу Ігоря.
- Епізод 5. Рівні 13-15. Саймон опиняється у в'язниці, котру охороняють лицарі, скелети та голови Медузи. Звідти він виходить в залу, де бореться зі Смертю.
- Епізод 6. Рівні 16-18. Герой перетинає міст з примарними кажанами, заходить в годинникову вежу зі скелетами та нарешті опиняється в покоях графа Дракули. Коли герой перемагає вампіра, той перетворюється на демона й продовжує боротьбу, але врешті зазнає поразки.

Бельмонт виходить із замку та спостерігає як він розвалюється. Проте він потрапляє під вплив прокляття, що обумовлює сюжет сіквела під назвою Castlevania II: Simon's Quest.

## Розробка
Castlevania була розроблена й опублікована Konami для Family Computer Disk System під оригінальною назвою Акумаджо Дракула. Завдяки успіху, вона була випущений у форматі картриджа, а потім була випущена на заході для Nintendo Entartainment System(NES) в 1987 році та 1988 році в Північній Америці і Європі відповідно. Версія на картриджі була пізніше також випущена в Японії. Це була одна з перших великих платформних ігор на NES і вона входила в частину неофіційною другої хвилі відеоігор для NES. ЇЇ випуск збігся з 90-річчям Дракули Брема Стокера.

## Преса
Журнал Nintendo Power присвоїв Castlevania 23-е місце у своєму списку Top 200 Games.
Сайт IGN поставив версії гри, перевиданої для Virtual Console, позначку 7,5 балів з 10, зазначивши, що графіка за 20 років застаріла, але «Звук залишився як і раніше моторошним і гра як і раніше атмосферна».